# Daniel Fernholm
Daniel Fernholm (Stoccolma, 20 dicembre 1983) è un hockeista su ghiaccio svedese.

## Palmarès

### Mondiali
- 1 medaglia:
  - 1 argento (Slovacchia 2011)